# Acerbia seitzi
Acerbia seitzi är en fjärilsart som beskrevs av Bang-Haas 1910. Acerbia seitzi ingår i släktet Acerbia och familjen björnspinnare. Inga underarter finns listade i Catalogue of Life.